# Entre Tapas e Beijos
"Entre Tapas e Beijos" é uma música de Antonio Bueno e Nilton Lamas, que a lançou em álbum homônimo em 1989. A canção foi lançada também, no mesmo ano, por Lindomar Castilho e pela dupla sertaneja Leandro & Leonardo no álbum Leandro & Leonardo Vol. 3.

## Versão da Banda Calypso
A Banda Calypso gravou uma nova versão da música em 2011, para o álbum Meu Encanto. A música se tornou tema do seriado Tapas & Beijos, da TV Globo.